# ATP Finals 2017 – mužská dvouhra
Mužská dvouhra ATP Finals 2017 probíhala v polovině listopadu 2017. Do singlové soutěže londýnského Turnaje mistrů nastoupilo osm nejlepších hráčů v klasifikaci žebříčku ATP Race. Obhájcem titulu byl britský tenista Andy Murray, jenž na okruhu absentoval od Wimbledonu pro dlouhodobé problémy s kyčlí.
Z devíti účastníků předchozího ročníku 2016 do soutěže zasáhli Marin Čilić, David Goffin a Dominic Thiem. Švýcar Stan Wawrinka se také kvalifikoval, ale odstoupil pro zranění. Naopak dva nejvýše nasazení Rafael Nadal a Roger Federer v roce 2016 chyběli. První hráč žebříčku Nadal po úvodném odehraném zápasu odstoupil pro zranění kolena. Federer navýšil 15. účastí rekordní počet startů ze závěrečné události. Po výhře skupiny však v semifinále za 1.45 hodin podlehl sedmému nasazenému Belgičanu Davidu Goffinovi, což znamenalo jeho první prohru po šňůře šesti vzájemných výher. Belgičan tak snížil bilanci utkání dvojice na 1–6 a Švýcarovi oplatil hladkou porážku ze semifinále říjnového Swiss Indoors 2017. Goffin se stal pátým tenistou, jenž dokázal na témže turnaji porazit Nadala i Federera, druhým hráčem v rámci Turnaje mistrů, když v tomto ohledu navázal na Nikolaje Davyděnka a rok 2009.
Poprvé v kariéře do turnaje zasáhli Alexander Zverev, Grigor Dimitrov, Jack Sock a Pablo Carreño Busta. Goffin učinil debut jako přímý účastník, když v předchozím roce odehrál jedno utkání z prozice náhradníka.
Vítězem se stal 26letý šestý nasazený Bulhar Grigor Dimitrov, jenž ve finále zdolal stejně starou turnajovou sedmičku Davida Goffina po třísetovém průběhu 7–5, 4–6 a 6–3, čímž navýšil aktivní bilanci vzájemných zápasů na 8–1. V probíhající sezóně si tak připsal čtvrté turnajové vítězství, které představovalo osmý singlový titul na okruhu ATP Tour. Dimitrov se stal prvním vítězným debutantem turnaje od Španěla Àlexe Corretji a roku 1998, celkově pak šestým takovým. Premiérově od roku 2008 se pak ve finále střetli oba hráči, kteří nikdy předtím do této fáze nepostoupili. Čtyři z pěti duelů Bulhar sehrál s debutanty. V následném vydání žebříčku ATP z 20. listopadu 2017 se Dimitrov poprvé v kariéře posunul do elitní světové pětky, když figuroval na 3. místě.

## Nasazení hráčů
1. Rafael Nadal (základní skupina, odstoupil, 0 bodů, 105 000 USD)
2. Roger Federer (semifinále, 600 bodů, 764 000 USD)
3. Alexander Zverev (základní skupina, 200 bodů, 382 000 USD)
4. Dominic Thiem (základní skupina, 200 bodů, 382 000 USD)
5. Marin Čilić (základní skupina, 0 bodů, 191 000 USD)
6. Grigor Dimitrov (vítěz, 1 500 bodů, 2 549 000 USD)
7. David Goffin (finále, 800 bodů, 1 158 000 USD)
8. Jack Sock (semifinále, 400 bodů, 573 000 USD)

## Náhradníci
1. Pablo Carreño Busta (nahradil Nadala, základní skupina, 0 bodů, 143 000 USD)
2. Sam Querrey (nenastoupil, 0 bodů, 105 000 USD)

## Soutěž
| Legenda                                                       |                                                                        |                                                   |
| - Q – kvalifikant - WC – divoká karta - LL – šťastný poražený | - Alt – náhradník - SE – zvláštní výjimka - PR/SR – žebříčková ochrana | - w/o – bez boje - r – skreč - d – diskvalifikace |

### Finálová fáze
|  | Semifinále | Semifinále      | Semifinále   | Semifinále | Semifinále |   |               | Finále          | Finále | Finále | Finále | Finále |
|  |            |                 |              |            |            |   |               |                 |        |        |        |        |
|  | 6          | Grigor Dimitrov | 4            | 6          | 6          |   |               |                 |        |        |        |        |
|  | 8          | Jack Sock       | 6            | 0          | 3          |   |               |                 |        |        |        |        |
|  | 8          | Jack Sock       | 6            | 0          | 3          |   | 6             | Grigor Dimitrov | 7      | 4      | 6      |        |
|  |            |                 |              |            |            |   | 6             | Grigor Dimitrov | 7      | 4      | 6      |        |
|  |            | 7               | David Goffin | 5          | 6          | 3 |               |                 |        |        |        |        |
|  | 2          | 7               | David Goffin | 5          | 6          | 3 | Roger Federer | 6               | 3      | 4      |        |        |
|  | 2          |                 |              |            |            |   | Roger Federer | 6               | 3      | 4      |        |        |
|  | 7          | David Goffin    | 2            | 6          | 6          |   |               |                 |        |        |        |        |

### Skupina Peta Samprase
|      |                                  | Nadal Carreño Busta                  | Thiem                              | Dimitrov                      | Goffin                               | Zápasy  | Sety                    | Hry                           | Pořadí |
| 1 9. | Rafael Nadal Pablo Carreño Busta |                                      | 3–6, 6–3, 4–6 (vs./ Carreño Busta) | 1–6, 1–6 (vs./ Carreño Busta) | 6–7(5–7), 7–6(7–4), 4–6 (vs./ Nadal) | 0–1 0–2 | 1–2 (33,3 %) 1–4 (20 %) | 17–19 (47,2 %) 15–27 (35,7 %) | X 4.   |
| 4.   | Dominic Thiem                    | 6–3, 3–6, 6–4 (vs./ Carreño Busta)   |                                    | 3–6, 7–5, 5–7                 | 4–6, 1–6                             | 1–2     | 3–5 (37,5 %)            | 35–43 (44,9 %)                | 3.     |
| 6.   | Grigor Dimitrov                  | 6–1, 6–1 (vs./ Carreño Busta)        | 6–3, 5–7, 7–5                      |                               | 6–0, 6–2                             | 3–0     | 6–1 (85,7 %)            | 42–19 (68,8 %)                | 1.     |
| 7.   | David Goffin                     | 7–6(7–5), 6–7(4–7), 6–4 (vs./ Nadal) | 6–4, 6–1                           | 0–6, 2–6                      |                                      | 2–1     | 4–3 (57,1 %)            | 33–34 (49,2 %)                | 2.     |

### Skupina Borise Beckera
|    |                  | Federer            | Zverev             | Čilić              | Sock               | Zápasy | Sety         | Hry            | Pořadí |
| 2. | Roger Federer    |                    | 7–6(8–6), 5–7, 6–1 | 6–7(5–7), 6–4, 6–1 | 6–4, 7–6(7–4)      | 3–0    | 6–2 (75 %)   | 49–36 (57,6 %) | 1.     |
| 3. | Alexander Zverev | 6–7(6–8), 7–5, 1–6 |                    | 6–4, 3–6, 6–4      | 4–6, 6–1, 4–6      | 1–2    | 4–5 (44,4 %) | 43–45 (48,9 %) | 3.     |
| 5. | Marin Čilić      | 7–6(7–5), 4–6, 1–6 | 4–6, 6–3, 4–6      |                    | 7–5, 2–6, 6–7(4–7) | 0–3    | 3–6 (33,3 %) | 41–51 (44,6 %) | 4.     |
| 8. | Jack Sock        | 4–6, 6–7(4–7)      | 6–4, 1–6, 6–4      | 5–7, 6–2, 7–6(7–4) |                    | 2–1    | 4–4 (50 %)   | 41–42 (49,4 %) | 2.     |